# Sòstenes de Macedònia
Sòstenes (en llatí Sosthenes, en grec antic Σωσθένης) fou un general macedoni de naixement noble però sense relació directa amb la família reial que va obtenir la direcció del país en el període confús que va seguir la invasió dels gals. Era de la Dinastia antigònida.
A la mort de Ptolemeu Ceraune l'any 279 aC el seu germà Meleagre de Macedònia es va proclamar rei però les tropes el van fer renunciar als dos mesos i van proclamar Antípater II Etèsies que era nebot de Cassandre de Macedònia. Aquest sembla que va demostrar la seva incapacitat per fer front a l'amenaça que suposava la invasió dels gals dirigits per Brennus i Sòstenes, que era el cap de l'exèrcit, el va enderrocar i va ocupar el seu lloc però sense agafar el títol reial (es titulà només cap de l'exèrcit).
Va poder derrotar a la divisió de gals dirigida per Bolgios i va netejar de bàrbars Macedònia, però Brennus el va derrotar i el va obligar a retirar-se darrere els murs de les ciutats. Brennus no es va aturar i va seguir cap al sud, cap a Grècia. Sòstenes va conservar el poder durant uns dos anys. El 277 aC segurament va entregar (o va haver d'entregar) el poder a Antígon II Gònates fill de Demetri Poliorcetes, segons diu Porfiri, però els esdeveniments d'aquells anys són confusos. Se l'inclou entre els reis de Macedònia, però probablement mai va arribar a assolir títol reial.